# La Ulaña
El yacimiento arqueológico de La Ulaña se localiza al noroeste de la provincia de Burgos (España) en el término municipal de Humada, sobre un destacado cerro de aproximadamente 586 hectáreas llamado la Peña Ulaña, que presenta una orientación noroeste-suroeste y se encuentra delimitado por pronunciados farallones en todos sus lados. 

## Situación
Al noroeste de la provincia de Burgos, en el municipio de Humada, tres entidades menores comparten esta inmensa lora: Humada, San Martín de Humada y Los Ordejones. Estando la mayor parte del yacimiento en San Martín de Humada, la muralla transversal la situamos en la pedanía que da nombre al municipio. 
Vertiente Sur de la cordillera Cantábrica en la comarca de Páramos. 
Wikimapia/Coordenadas: 42°38′57″ N 4°3′22″ O

## Características geomorfológicas
Artículo principal: Peña Ulaña
Comarca natural caracterizada por la presencia de mesetas o plataformas calizas de superficie aplanada, fruto de erosión y constituidas por sinclinales colgados, que enlazan con el fondo de los valles a través de un relieve de cuestas. Amplia plataforma caliza, de forma alargada en dirección Noroeste–Sureste, de unos 5 km de longitud y una anchura variable que va desde los 150 m en su extremo Noroeste a casi los 1000 m en su parte más ancha. 
Su posición elevada, con altitud comprendida entre los 1150 y 1230 m sobre el nivel del mar la convierte en un excelente mirador a su vez visible desde una gran distancia. Esta Peña tiene una función de límite dentro de las estructuras morfoestructurales de la península ibérica. Aquí las aguas van a la vertiente atlántica a través del río Odra y al norte de Peña Ulaña van a la vertiente mediterránea, caso del agua de el Tozo que van hacia el Valle del Rudrón y luego al Ebro.

## Yacimiento
La ocupación identificada en el yacimiento ha permitido definir la existencia de un castro de la I y II Edad del Hierro, y un lugar de habitación (poblado/ciudad) de época altomedieval. A pesar de la escasa información de que se dispone sobre el yacimiento, se han podido identificar un total de 267 estructuras, entre muros y murallas, muros de mampostería y túmulos, así como algunos de los caminos de acceso al castro. No cabe duda, por tanto, que nos encontramos ante un característico castro de la Edad del Hierro, una ocupación en altura con carácter defensivo y de control del territorio, similar a otros emplazamientos de la vertiente norte como Peña Amaya en Sotresgudo, el Castro Mazorra en la Merindad de Valdivielso, el Cerro de la Maza en San Martín de las Ollas, o los existentes en la provincia de Cantabria, próximos a este entorno.

### Murallas
Existen dos murallas documentadas, la Norte y la Transversal, que tienen la misma morfología: un muro simple formado por dos paramentos de mampuestos calizos irregulares grandes y medianos, extraídos de la zona, que se asentaban directamente sobre la roca, con cara vista al exterior, y un relleno de piedras pequeñas y medianas y arcilla como elemento de cimentación.

## Patrimonio
El Yacimiento de "La Ulaña" es una zona arqueológica, declarada bien cultural protegido el 22 de agosto de 2006.

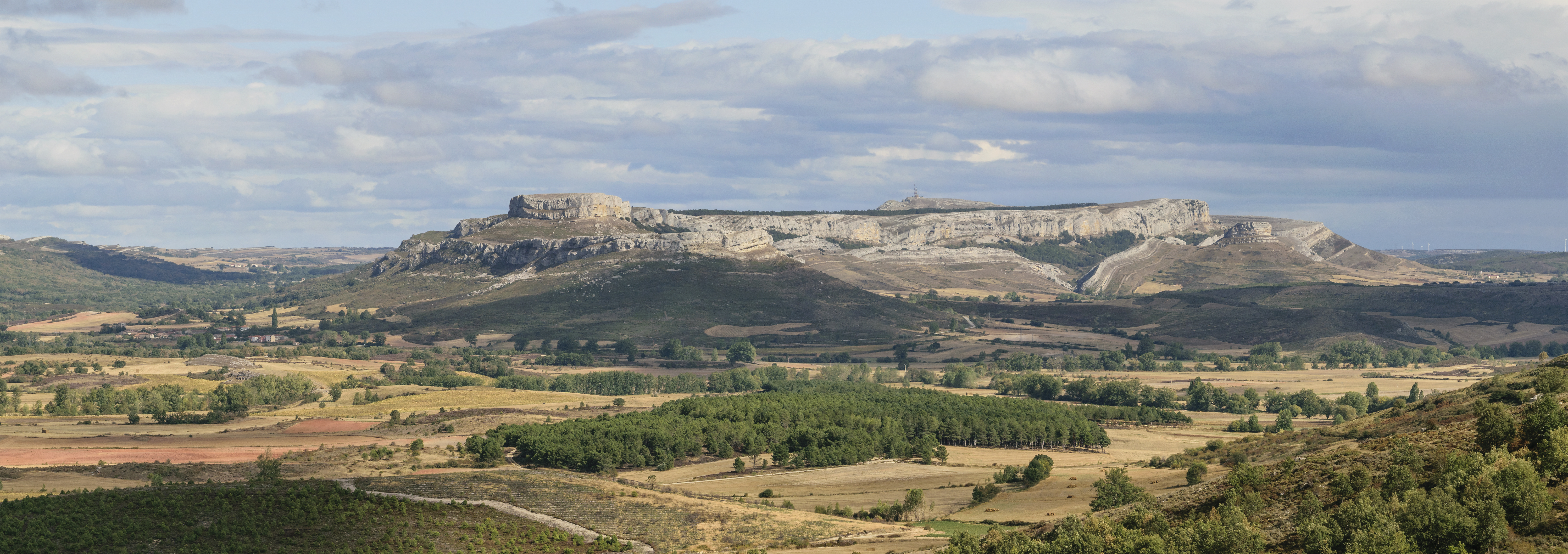
Vista de Peña Ulaña donde se encuentra el yacimiento